# プレストレストコンクリート工学会
公益社団法人プレストレストコンクリート工学会（こうえきしゃだんほうじん プレストレストコンクリートこうがっかい）は、日本のプレストレストコンクリート技術に関する調査、研究と普及を行う公益法人。元国土交通省所管。公益法人改革に伴い、社団法人プレストレストコンクリート技術協会から公益社団法人プレストレストコンクリート工学会に名称変更。

## 沿革
- 1958年（昭和33年）2月 - 土木学会、日本建築学会、農業土木学会（現・農業農村工学会）の有志によりプレストレストコンクリート技術協会設立。
- 1960年（昭和35年）3月29日 - 社団法人プレストレストコンクリート技術協会（建設省所管）。
- 2012年（平成24年）4月1日 - 公益社団法人プレストレストコンクリート工学会（内閣総理大臣認定）。

## 組織
- 所在地：東京都新宿区津久戸町4-6
- 会長：宮川豊章（京都大学大学院教授）
- 常務理事：西山峰広（京都大学大学院教授）